# Beaujolais-villages
Le beaujolais-villages est un vin français. Cette dénomination fait partie de l'appellation d'origine contrôlée beaujolais, produit dans le Nord du département du Rhône et dans quelques communes de Saône-et-Loire.
L'appellation couvre toute la moitié septentrionale du vignoble du Beaujolais, avec dix appellations communales enclavées dans son aire d'appellation : du nord au sud le saint-amour, le juliénas, le chénas, le moulin-à-vent, le fleurie, le chiroubles, le morgon, le régnié, le brouilly et le côte-de-brouilly. L'essentiel de la production est constitué de vin rouge élaboré à partir du cépage gamay ; une partie de cette production est commercialisée en primeur sous le nom « beaujolais-villages nouveau ».

## Histoire
Le décret du 12 septembre 1937 délimite l'appellation « beaujolais », puis celui du 26 août 1946 permet d'adjoindre le nom de certaines communes (celles qui forment aujourd'hui l'appellation beaujolais-villages) à l'appellation beaujolais. Le décret du 21 avril 1950 « concernant l'appellation contrôlée Beaujolais-Villages » crée la dénomination, sous les même conditions de production (et ensuite les mêmes décrets) que le beaujolais. Le dernier cahier des charges spécifique date de novembre 2009.
En novembre 2011, elle devient une mention rajoutée à l'appellation beaujolais. Le cahier des charges de cette appellation régionale est ensuite modifié en janvier 2013 et en septembre 2022.
L'appellation produit essentiellement du rouge (94 % de la production ces derniers années, dont 1/5 en primeur), mais aussi du blanc (4 %) et du rosé (2 %).

### Étymologie
L'appellation tire son nom de Beaujeu, l'ancienne capitale seigneuriale.

## Vignoble

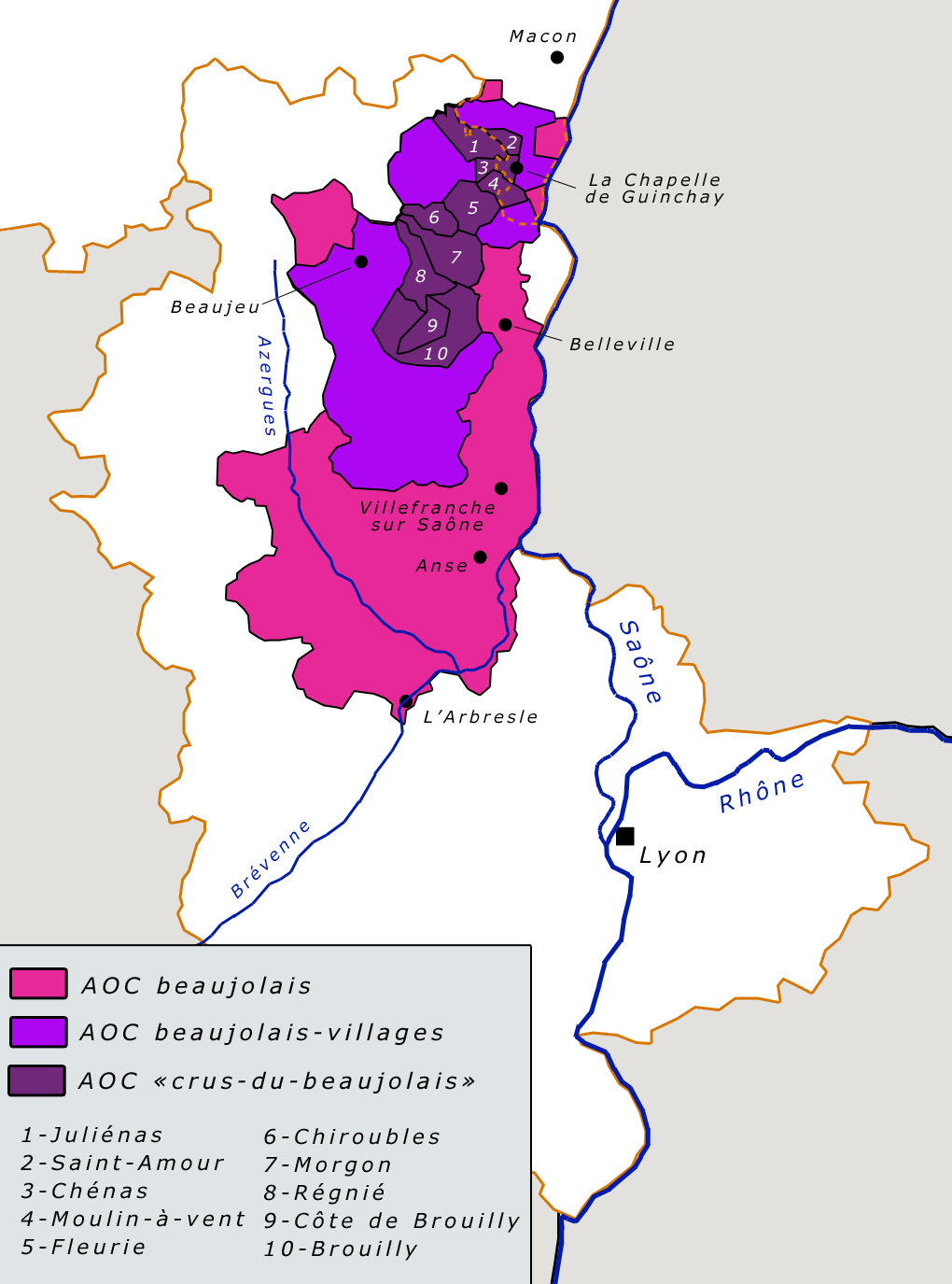
Vignoble du beaujolais

Cette appellation s'étend sur la moitié nord du vignoble du Beaujolais, de Mâcon à Villefranche-en-Beaujolais, entre la vallée de la Saône et les sommets des monts du Beaujolais, couvrant les dix appellations communales ainsi que les terrains autour, descendant au sud jusqu'à la vallée du Nizerand et remontant la vallée de l'Ardières jusqu'en amont de Beaujeu.
Selon les Douanes, la superficie revendiquée en 2023 sous l'appellation est de 3 050 hectares, dont :
- 2 795 ha pour produire du beaujolais-villages rouge ;
- 41 ha pour du beaujolais-villages rosé ;
- 214 ha pour du beaujolais-villages blanc[1]

En 2010, la surface était de 5 185 ha.

### Aire d'appellation

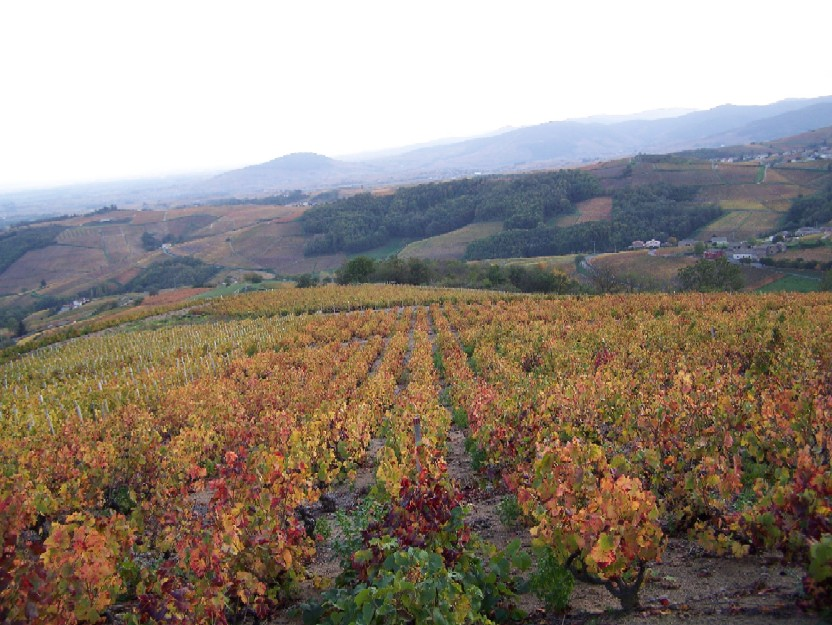
Vignes au nord de Beaujeu.

Selon le cahier des charges de l'appellation beaujolais, la récolte des raisins, la vinification et l'élaboration des vins destinés à porter la dénomination beaujolais-villages sont assurées sur le territoire des communes suivantes :
- dans le département du Rhône : Les Ardillats, Beaujeu, Blacé, Cercié, Charentay, Chénas, Chiroubles, Denicé, Émeringes, Fleurie, Juliénas, Jullié, Lancié, Lantignié, Marchampt, Montmelas-Saint-Sorlin, Odenas, Le Perréon, Quincié-en-Beaujolais, Régnié-Durette, Rivolet, Saint-Didier-sur-Beaujeu, Saint-Étienne-des-Oullières, Saint-Étienne-la-Varenne, Saint-Julien, Saint-Lager, Salles-Arbuissonnas-en-Beaujolais, Vaux-en-Beaujolais, Vauxrenard et Villié-Morgon ;
- dans le département de Saône-et-Loire : Chânes, La Chapelle-de-Guinchay, Leynes, Pruzilly, Romanèche-Thorins, Saint-Amour-Bellevue, Saint-Symphorien-d'Ancelles et Saint-Vérand.

À noter que cette aire d'appellation est enclavée dans l'aire de l'appellation beaujolais. Pour bénéficier de la dénomination beaujolais-villages, le cahier des charges impose des normes plus exigeantes pour la richesse minimale en sucres des raisins et pour les titres alcoométriques minimaux.

### Géologie

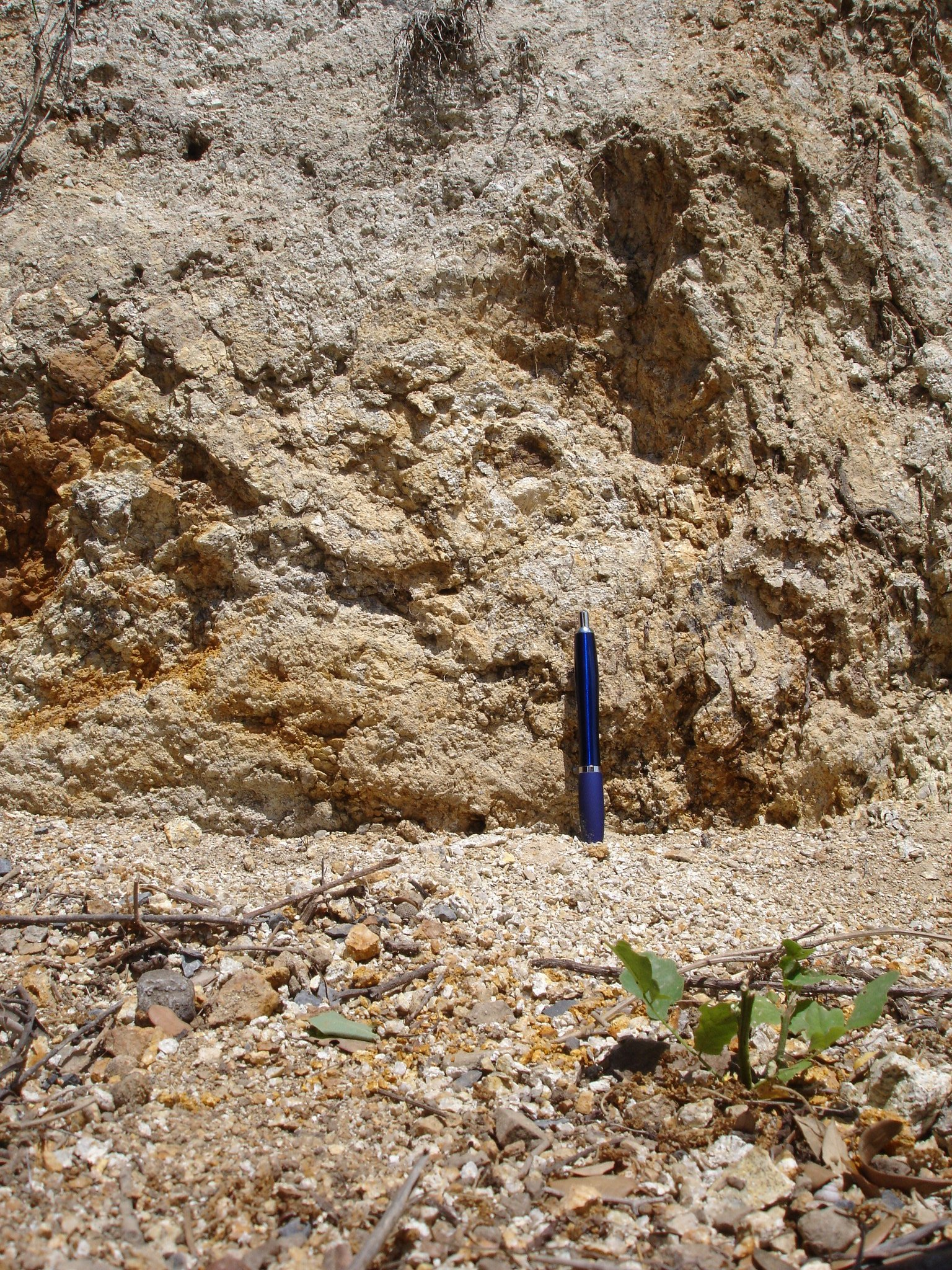
Arène granitique.

L'aire d'appellation couvre des sols granitiques, schisteux et des tufs volcano-sédimentaires.
La majorité des parcelles, de Saint-Amour-Bellevue au nord à Vaux-en-Beaujolais au sud soit principalement dans les aires de production des dix appellations communales, sont situées sur un granite porphyroïde à biotite, de couleur rose clair, appelé le « granite de Fleurie », souvent recouvert d'arènes (gros sable issu de l'érosion du granite) et de colluvions.
D'autres roches acides portent les vignes : grès du Trias en saint-amour, schistes en juliénas, gneiss près d'Arbuissonnas.
Autour de Beaujeu et à Saint-Vérand se trouvent des terrains sur des formations volcaniques pyroclastiques, constituées de tuf à cristaux mélangés à des débris, le tout de couleur gris sombre, datant du Viséen supérieur. La bordure orientale de l'aire d'appellation ainsi que les vallées des différents affluents de la Saône est recouverte d'alluvions, formant des dépôts détritiques en placage, notamment le long de l'Ardières,.

### Climatologie
La station météo de Charnay-lès-Mâcon, près de Mâcon (à 216 mètres d'altitude) est proche de la limite nord de l'aire de production de l'appellation. Ses valeurs climatiques de 1961 à 1990 sont :
| Mois                              | jan. | fév. | mars  | avril | mai   | juin  | jui.  | août  | sep.  | oct.  | nov. | déc. | année   |
| --------------------------------- | ---- | ---- | ----- | ----- | ----- | ----- | ----- | ----- | ----- | ----- | ---- | ---- | ------- |
| Température minimale moyenne (°C) | −0,6 | 0,7  | 2,5   | 5,2   | 8,9   | 12,3  | 12,4  | 13,9  | 11,1  | 7,5   | 2,9  | 0,1  | 6,6     |
| Température moyenne (°C)          | 2,1  | 4    | 6,8   | 10    | 13,9  | 17,5  | 20,1  | 19,4  | 16,4  | 11,7  | 6    | 2,7  | 10,9    |
| Température maximale moyenne (°C) | 4,9  | 7,3  | 11,1  | 14,8  | 18,9  | 22,8  | 25,7  | 24,9  | 21,7  | 15,9  | 9,1  | 5,3  | 15,2    |
| Ensoleillement (h)                | 56,1 | 87,8 | 146,5 | 185,9 | 211,6 | 249,3 | 288,9 | 250,2 | 202,8 | 124,5 | 68,6 | 52,5 | 1 924,7 |
| Précipitations (mm)               | 66,3 | 60,9 | 58,7  | 69,4  | 85,9  | 74,7  | 58,1  | 77,1  | 75,7  | 71,7  | 72,7 | 70,4 | 841,4   |

La station météo de Villefranche-sur-Saône (à 195 mètres d'altitude) est proche de la limite sud-est de l'aire de production. Ses valeurs climatiques de 1961 à 1990 sont :
| Mois                              | jan. | fév. | mars | avril | mai  | juin | jui. | août | sep. | oct. | nov. | déc. | année |
| --------------------------------- | ---- | ---- | ---- | ----- | ---- | ---- | ---- | ---- | ---- | ---- | ---- | ---- | ----- |
| Température minimale moyenne (°C) | −0,6 | 0,6  | 2,4  | 5,1   | 8,9  | 12,2 | 14,3 | 13,5 | 10,7 | 7,2  | 2,7  | 0,1  | 6,4   |
| Température moyenne (°C)          | 2,5  | 4,2  | 6,9  | 10,2  | 14,2 | 17,7 | 20,2 | 19,4 | 16,4 | 11,9 | 6,3  | 3    | 11,1  |
| Température maximale moyenne (°C) | 5,5  | 7,9  | 11,5 | 15,2  | 19,4 | 23,2 | 26,1 | 25,2 | 22,1 | 16,5 | 9,8  | 5,9  | 15,7  |
| Précipitations (mm)               | 47,3 | 45,4 | 47,4 | 58,5  | 82   | 71,4 | 59,8 | 81,6 | 71,6 | 67,2 | 60,1 | 51,7 | 744   |

### Encépagement

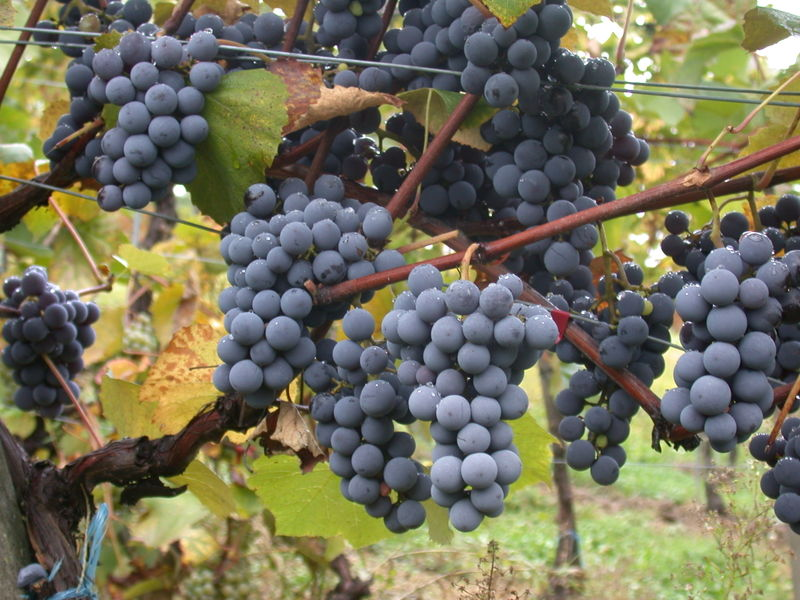
Grappes de gamay.

L'essentiel de la production est faite avec du gamay N, appelé aussi « gamay noir à jus blanc » pour le différencier des autres gamay, mais le cahier des charges autorise comme cépages accessoires le chardonnay B, l'aligoté B, le melon B, le pinot gris G, le gamay de Bouze N et le gamay de Chaudenay N. La proportion de ces cépages accessoires est limitée à 15 % de l'encépagement. La proportion des gamays de Bouze et de Chaudenay cumulée doit être inférieure ou égale à 10 % de l’encépagement. Les autres cépages accessoires sont autorisés uniquement en mélange de plants dans les vignes, et leur proportion totale est limitée à 15 % au sein de chaque parcelle.
Le chardonnay B est le cépage pour les vins blancs. Le gamay noir à jus blanc est un cépage précoce, débourrant tôt. Il est un gros producteur (il peut atteindre des rendements de plus de 200 hectolitres par hectare), à tel point que pour faire un vin de qualité il faut limiter le rendement en plantant sur des sols peu fertiles (notamment sur les arènes granitiques de l'aire d'appellation beaujolais-villages, donnant un sol pauvre et acide), densément (plus que les 5 000 ou 6 000 pieds par hectare), en faisant des tailles sévères ou encore en faisant une vendange en vert. L'irrigation est interdite.

### Pratiques culturales

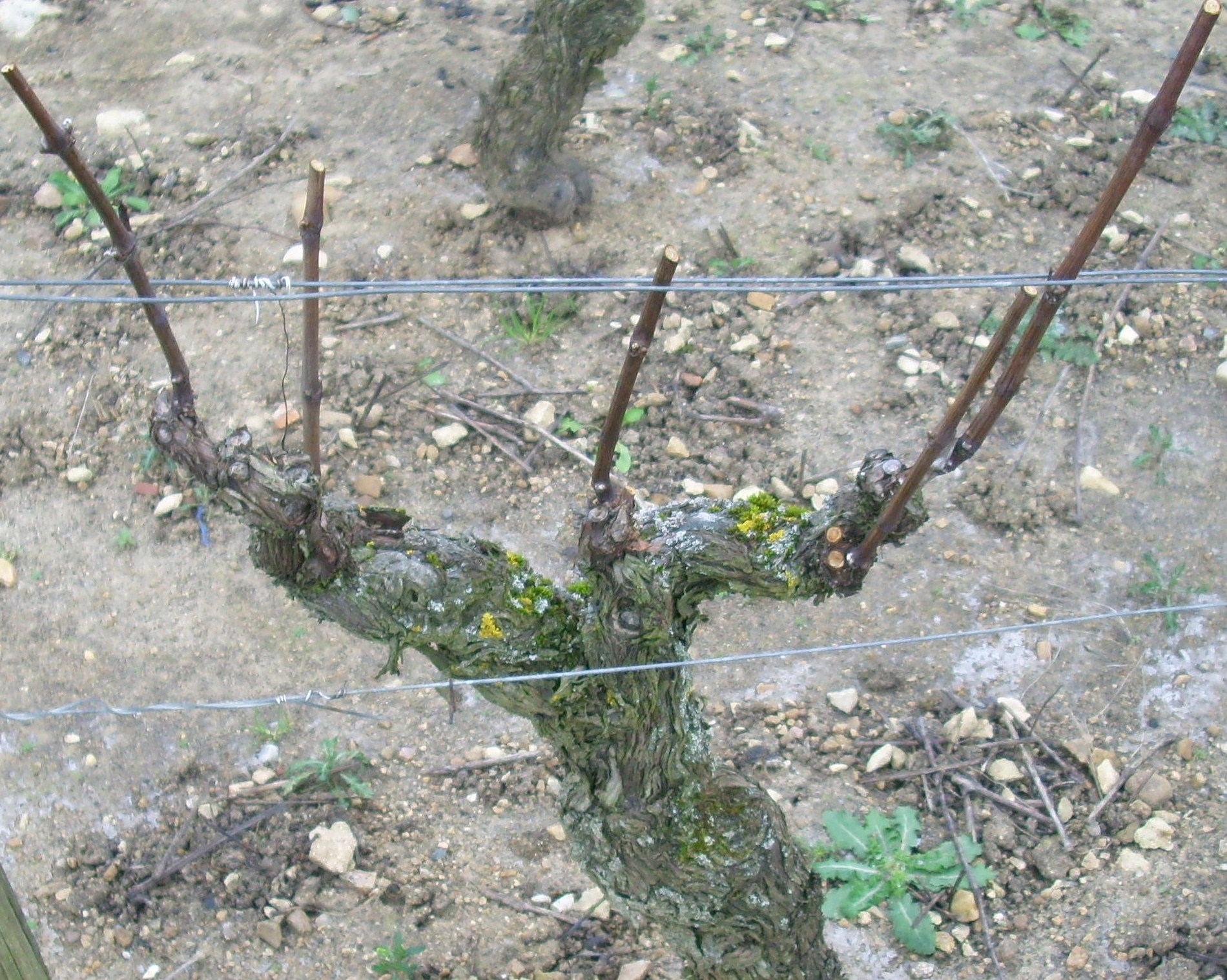
Pied de vigne taillé en gobelet.

La taille est soit courte (en éventail, en cordon simple, double ou charmet) avec trois à cinq coursons à deux yeux maximum, soit en guyot simple avec un maximum de six yeux francs sur la baguette et un courson à deux yeux francs maximum, soit avec deux baguettes à trois yeux francs maximum. Dans le cas d'une vigne à raisin blanc, la taille peut être soit en guyot simple avec maximum 8 yeux francs sur la baguette et un courson à deux yeux, soit en taille à queue du Mâconnais avec une baguette à douze yeux et un courson à deux yeux. Traditionnellement en gobelet, la taille en cordon ou la taille « charmet » (taille inventée par M. Charmet en sud-Beaujolais, intermédiaire entre la taille en cordon et celle en éventail) sont aujourd'hui pratiquées. Les plantations traditionnelles étaient à densité élevée (entre 9 000 et 11 000 pieds par hectare) ; aujourd'hui, le besoin de mécaniser le vignoble conduit les viticulteurs à planter à densité plus faible, mais supérieure à 6 000 pieds par hectare.
L'écartement entre rangs ne peut excéder 2,5 mètres et entre ceps sur le rang, il doit être au minimum de 0,80 m. Des allées peuvent être aménagée en arrachant un rang de vigne. L'allée ne doit pas excéder 3 m et doit bénéficier d'un couvert végétal spontané ou semé.
La hauteur de feuillage entre la limite inférieure du feuillage et la hauteur de rognage doit dépasser 0,6 fois l'écartement entre rangs et un palissage fixe est obligatoire si l'écartement entre rangs dépasse 1,5 m.

### Rendements
Le rendement est fixé à un maximum de 58 hectolitres par hectare pour les rouges et rosés, 66 hectolitres par hectare pour les blancs. Le rendement butoir est à 63 pour les rouges et rosés ; 73 pour les blancs. Le rendement réel est très en-dessous du maximum autorisé par le cahier des charges, par exemple le rendement moyen pour l'ensemble de l'appellation lors des vendanges 2010 est de 43,3 hectolitres par hectare.
Les rendements moyens déclarés récemment sont :
- pour le vin rouge (y compris le primeur, représentant approximativement 20 % de la production) :

| Année | Superfice (ha) | Production (hl) | Rendement (hl/ha) |
| ----- | -------------- | --------------- | ----------------- |
| 2019  | 3 159          | 133 277         | 42                |
| 2020  | 2 884          | 142 186         | 49                |
| 2021  | 2 787          | 92 706          | 33                |
| 2022  | 2 601          | 110 345         | 42                |
| 2023  | 2 796          | 147 390         | 53                |

- pour le blanc :

| Année | Superfice (ha) | Production (hl) | Rendement (hl/ha) |
| ----- | -------------- | --------------- | ----------------- |
| 2019  | 100            | 3 916           | 39                |
| 2020  | 109            | 5 418           | 50                |
| 2021  | 129            | 4 552           | 35                |
| 2022  | 125            | 5 179           | 41                |
| 2023  | 215            | 7 698           | 36                |

- pour le rosé (y compris le primeur, anecdotique) :

| Année | Superfice (ha) | Production (hl) | Rendement (hl/ha) |
| ----- | -------------- | --------------- | ----------------- |
| 2019  | 66             | 2 808           | 43                |
| 2020  | 71             | 2 972           | 42                |
| 2021  | 53             | 1 770           | 33                |
| 2022  | 49             | 1 712           | 35                |
| 2023  | 41             | 2 077           | 51                |

### Vendanges
Les vendanges sont faites à la main, les grappes de raisin devant arriver intactes dans les cuves.
Le premier jour des vendanges (appelé « levée du ban des vendanges ») varie selon la maturité des baies, qui dépend lui-même de l'ensoleillement reçu : les années relativement chaudes les raisins sont vendangés tôt, les années relativement froides les vendanges sont plus tardives.
| Années | Débuts des vendanges | Années | Débuts des vendanges | Années | Débuts des vendanges |
| ------ | -------------------- | ------ | -------------------- | ------ | -------------------- |
| 1997   | 30 août              | 2002   | 7 septembre          | 2007   | 25 août              |
| 1998   | 2 septembre          | 2003   | 14 août              | 2008   | 15 septembre         |
| 1999   | 7 septembre          | 2004   | 11 septembre         | 2009   | 27 août              |
| 2000   | 28 août              | 2005   | 5 septembre          | 2010   | 13 septembre         |
| 2001   | 6 septembre          | 2006   | 5 septembre          | 2011   | 24 août              |

## Vins

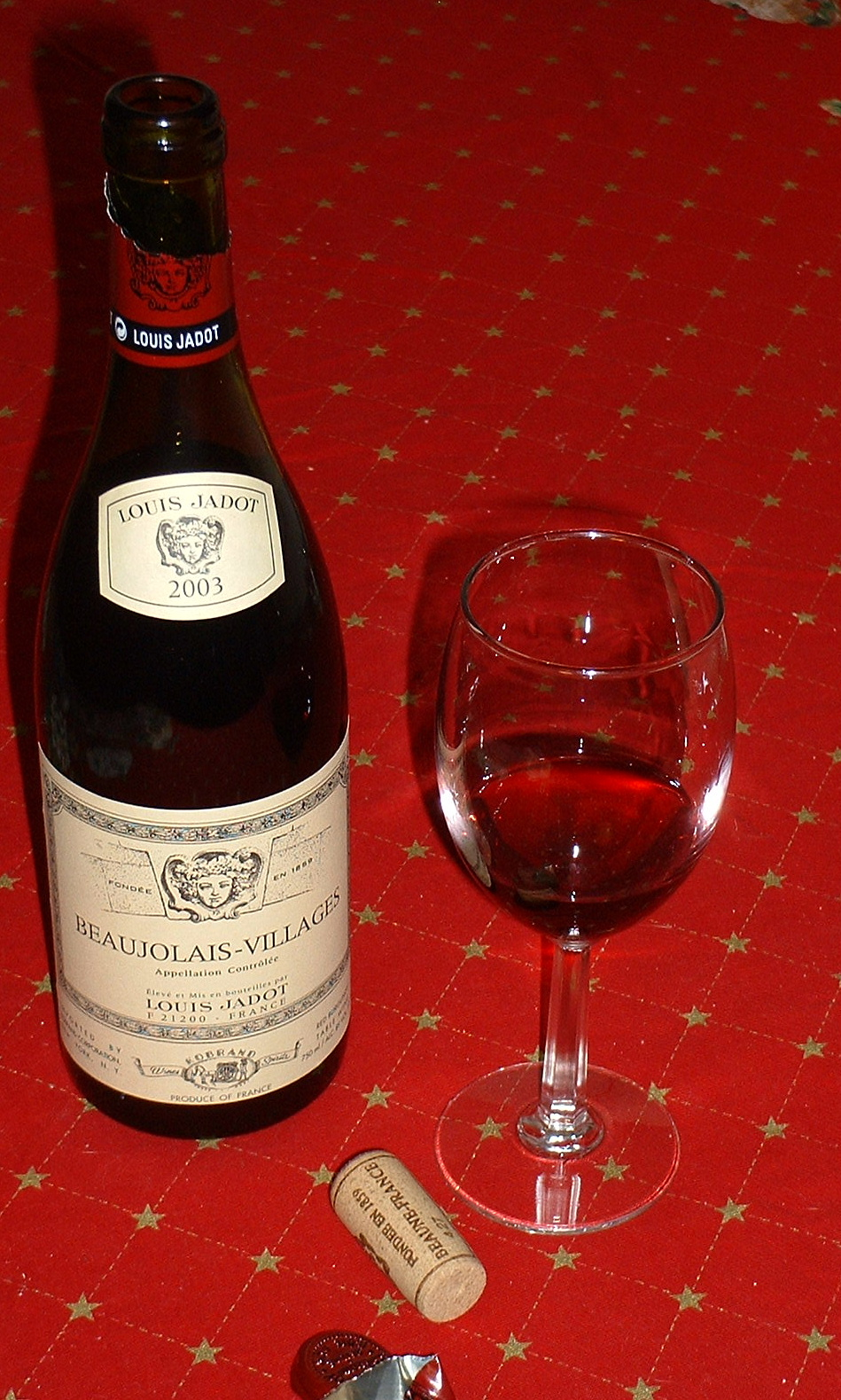
Beaujolais villages Maison Louis Jadot 2003

La production déclarée en 2023 a été d'un total de 157 164 hectolitres (un hectolitre = 100 litres = 133 bouteilles de 75 cl), dont :
- 147 390 hl de beaujolais-villages rouge ;
- 2 077 hl de beaujolais-villages rosé ;
- 7 697 hl de beaujolais-villages blanc[1].

En 2010, la production était de 225 025 hl.

### Vinification et élevage
La vinification du beaujolais-villages fait appel à la méthode de la vinification beaujolaise, qui utilise notamment la macération carbonique.
Il s'agit de faire macérer les grappes entières de quatre à sept jours dans des cuves saturées en CO2. Cet oxyde de carbone est obtenu en faisant d'abord fermenter une partie de la récolte (10 à 30 %) en fond de cuve, foulée et levurée, auquel on rajoute le reste de la récolte dont les grappes doivent être le plus intact possible (non éraflées et non foulées, les baies ne doivent pas être écrasées).
Ce procédé favorise la production de vins peu tanniques, une coloration pas trop soutenue et des arômes fruités.

### Gastronomie
Les vins agréés en beaujolais-villages sont le plus souvent fruités et gouleyants (faciles à boire). Ils conservent leurs qualités entre un et trois ans, mais à l'exception de quelques cuvées spéciales, ce ne sont pas des vins de garde.
Les beaujolais-villages issus des terroirs des dix crus du Beaujolais, par exemple fait en assemblage des différentes cuvées, sont plus structurées, certains vieillissent un peu mieux, mais sont moins fruités.

## Économie

### Structure des exploitations
L'appellation beaujolais-villages est produite par 1 730 opérateurs représentés par 1 696 viticulteurs (1 126 d'entre eux vinifient), 17 caves coopératives et 17 négociants.

### Commercialisation
Toutes les communes de l'aire d'appellation ont le droit de mettre leur nom après l'appellation beaujolais (exemple : beaujolais-beaujeu), sauf celles bénéficiant d'une appellation communale spécifique : Chénas, Chiroubles, Fleurie, Juliénas, Régnié-Durette, Villié-Morgon, Saint-Amour-Bellevue et Saint-Vérand.
Une partie de la production, jusqu'à un tiers certaines années, est vendu en primeur sous le nom de beaujolais-villages nouveau ou de beaujolais-villages primeur.
Les vins bénéficiant de l'appellation peuvent être repliés sur les appellations régionales bourguignonnes, c'est-à-dire qu'ils peuvent être commercialisés sous les appellations bourgogne, bourgogne grand ordinaire, bourgogne ordinaire, bourgogne passe-tout-grains, bourgogne aligoté et crémant de Bourgogne (dont l'aire de production s'étend sur le Beaujolais, selon les deux décrets du 16 octobre 2009).

### Liste des caves
Domaine de Gry-Sablon